# Erik Tolstadius
Erik Tolstadius, född 21 februari 1693 i Stockholm, och avliden på samma ort 28 juli 1759, var en svensk präst och väckelsepredikant.

## Biografi
Tolstadius är en av de viktigaste personerna i den svenska pietismens historia. Han räknas som konservativ pietist. Med sin höga profil hamnade han i utdragna konflikter med myndigheterna.
Tolstadius var son till dåvarande komministern i Jakobs församling Anders Tolstadius, senare kyrkoherde i Almunge, och hans maka i första giftet Anna Magdalena Schnack. 1708 började Tolstadius läsa vid Uppsala universitet. Han tog filosofie magister-examen 1718 och prästvigdes året efter, varefter han blev huspredikant hos greve Abraham Brahe. 1722 blev han huspredikant hos riksrådet greve Karl Gyllenstierna och dessutom pastorsadjunkt i Jakob och Johannes församling i Stockholm. 1723 blev han kyrkoherde i Skeppsholms församling, och 1747 utnämndes han till motsvarande position i församlingen Jakob och Johannes.

## Den provokativa predikan
Tiden efter Karl XII:s död 1718 då det karolinska enväldet upphört var en brytningstid även i religiöst och kyrkligt hänseende. Den svenska pietismen växte sig stark under 1720-talet. Den var ännu relativt konservativ, till skillnad från senare radikalpietism, och påminde närmast om den engelska puritanismen. Erik Tolstadius var en av denna tidiga pietism viktigaste personer.
Tolstadius kom 1723 att hamna i händelsernas centrum då han den fjärde söndagen efter trettondagen (i början av februari) höll en predikan om "ogudaktiga och falska präster" i direkt polemik mot den predikan en prästkollega veckan innan hållit för riksdagen och då angripit pietismen. Tolstadius blev kallad inför Stockholms stads konsistorium till förhör. Han slapp undan med en varning och vädjade till slut till riksdagen som lämnade fallet utan åtgärd. Han blev dock tvungen att lämna sin plats som pastorsadjunkt i Jakobs församling, men genom kontakter blev han istället kyrkoherde i Skeppsholms församling.

## Väckelsen i Holmkyrkan

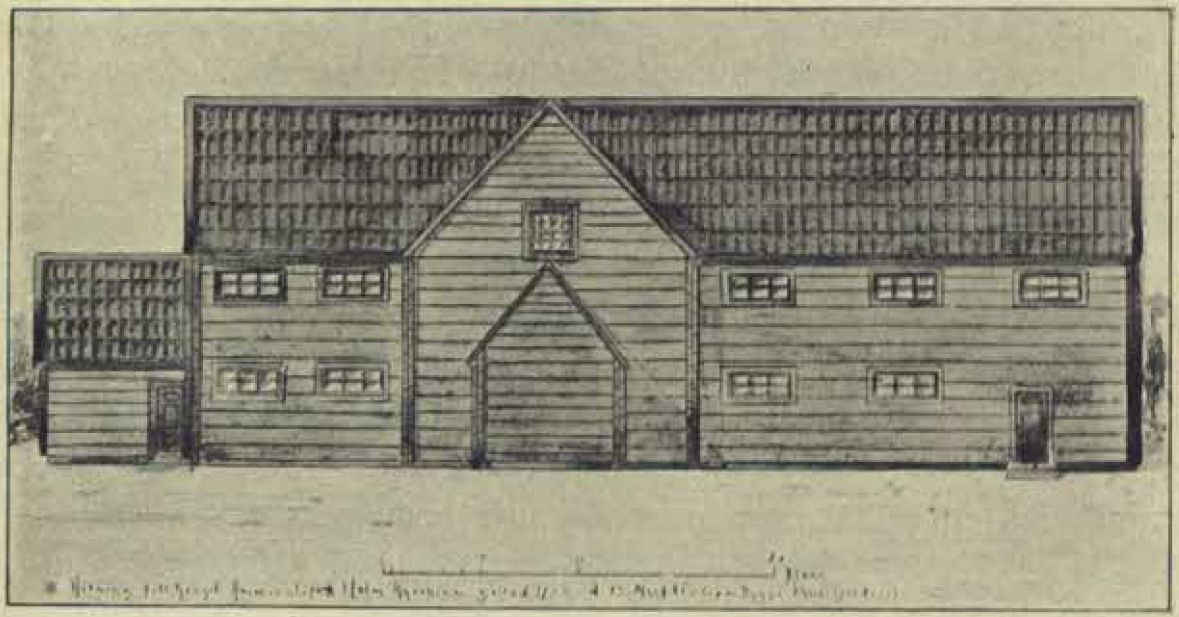
Holmkyrkan i Stockholm, där Erik Tolstadius predikade, var länge ett centrum för den pietistiska väckelsen.

Den lilla träkyrkan på Kyrkholmen (numera en del av Blasieholmen) som var Skeppsholms församlings dåvarande kyrka, Holmkyrkan, blev genom Tolstadius under ett par årtionden en medelpunkt för Stockholms andliga liv. Som predikant talade han direkt ur hjärtat och var skicklig på att gripa sina åhörare. Han var också engagerad i kyrkans sociala arbete. Gjörwell d.ä. kallade Tolstadius för "Sveriges Francke", efter den tyske pietisten. Liksom August Hermann Francke ansågs Tolstadius ha ett hetsigt temperament, och liksom denne ägnade han sig åt sociala åtgärder såsom att starta en skola för fattiga barn och han var engagerad i omsorg om fattiga och sjuka (om än inte i samma omfattning som Francke).

## Dippels besök och nya förhör

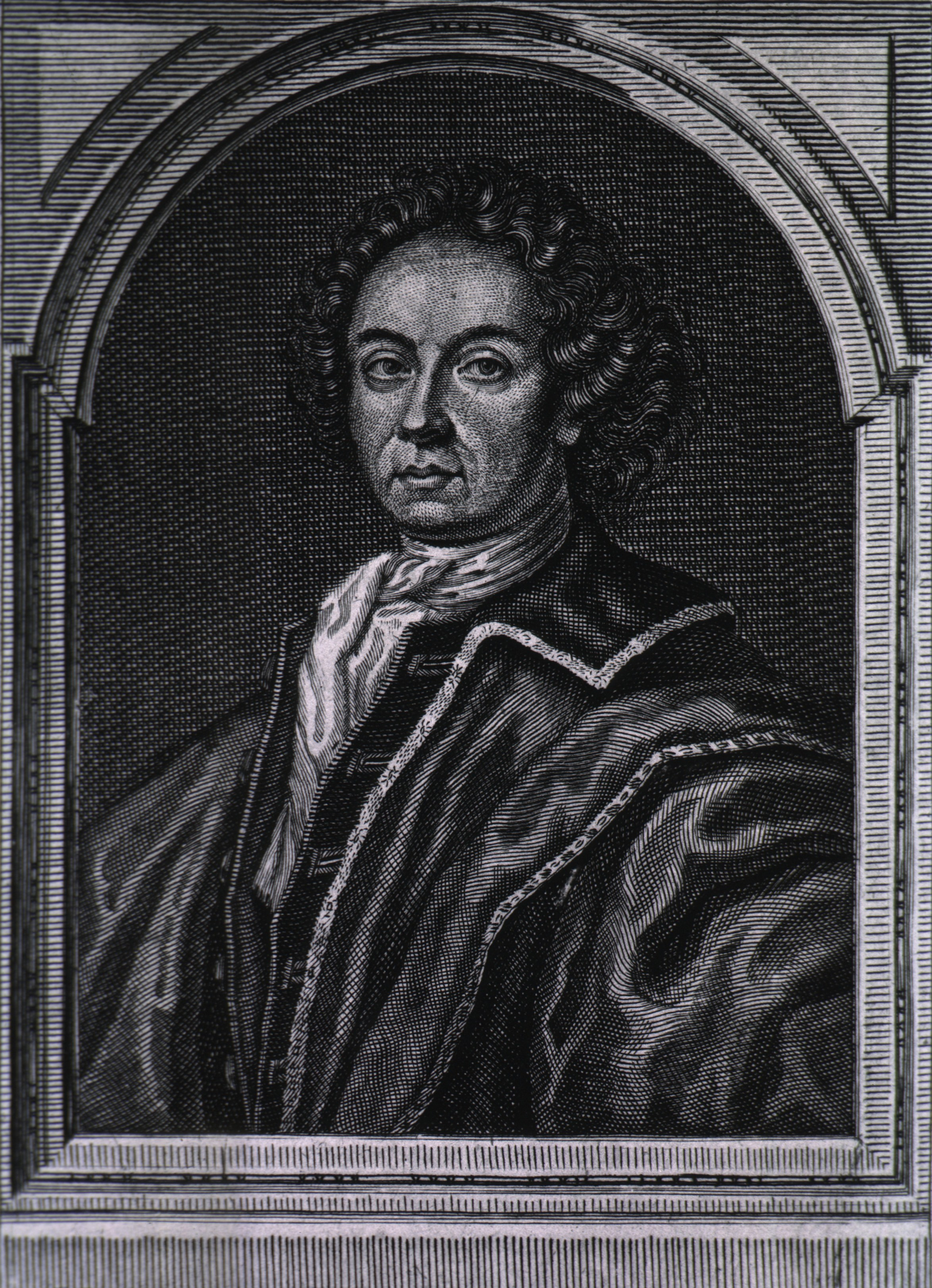
Johann Konrad Dippel (1673-1734)

Den tyske radikalpietistens Johann Konrad Dippels besök i Sverige blev av stor betydelse både för den svenska pietismen och för Tolstadius personligen. Dippel var kritisk mot den äldre pietismens privata sammankomster, collegia pietatis eller konventiklar. Dippel och Tolstadius kom att uppskatta varandra och den kontroversielle Dippels inflytande på Tolstadius var stort. Konsistoriet kallade in Tolstadius på förhör apropå ryktena om hans dippelianism - en sak som med tiden antog stora proportioner 1728 blev Dippel utvisad till Tyskland, och året efter tillsatte Kunglig Majestät en kommission som skulle utreda anklagelser om dippelianism mot bland annat Tolstadius. Domen föll först 1731 och var vad Tolstadius beträffade frikännande.
Vad Tolstadius egentligen haft för förhållande till Dippels lära finns olika åsikter om. Karl Fredrik Salomon Henning anser att han blev rättvist frikänd. Emanuel Linderholm håller med om man betraktar frågan rent dogmatiskt. Mer allmänt och religiöst upplevde Tolstadius förmodligen genom sina kontakter med Dippels lära om Guds kärlek en ny väckelse som fick honom att överge sitt tidigare lagiska synsätt. I övrigt var han likgiltig för de flesta av Dippels synsätt och hans grundprinciper och därifrån utvecklats till en mer evangelisk uppfattning. Eftersom kontakten med Dippel kommit att medföra en inre befrielse för Tolstadius är det utan tvivel därför han aldrig kunde förmå sig att fördöma denne. Verkligt ortodox blev Tolstadius aldrig.

## På nytt inför konsistoriet - till sist frikänd
1734 ställdes Tolstadius inför konsistoriet igen på grund av påståendet att Tolstadius på Böndagen samma år skulle ha talat försmädligt om kyrkorna och kallat dem avgudahus, och på Palmsöndagen ha förkastat nattvarden. Som följd blev en långvarig tvist mellan konsistoriet och Tolstadius. Den avslutades först 1741, då Tolstadius "gaf i allt öfrigt ett nöjaktigt och med Guds ord öfverensstämmande svar på de frågor, som honom till förene i anledning af dess predikan om den heliga nattvarden blifvit meddelte, hvaröfver konsistorium sig hjärtligen fägnade". Därmed var fred äntligen sluten.

## Avvisar herrnhutismen
I slutet av 1730-talet började herrnhutismen vinna insteg i Sverige. Dess förnämsta förespråkare i Stockholm blev predikanten Thore Odhelius (1705-1777). Enligt Gjörwell den äldre försökte Odhelius omvända den inflytelserike Tolstadius men varit för het på gröten. Istället bildades en ny gruppering, "odhelianerna", i motsats till "tolstadianerna". Spänningen mellan dem blev ganska stark, men Tolstadius själv var av alltför fridsamt lynne för att driva polemik från predikstolen. Tolstadius ställde sig bestämt avvisande även mot den mest framstående svenske herrnhutaren, Arvid Gradin.

## Upptecknade predikningar
Tolstadius var improvisatör och sysselsatte sig inte med skriftlig predikokonst. Det hände dock att åhörare skrev ner hans predikningar, och åtskilliga sådana texter kom ut i skrift. En samling av dessa gavs ut som bok 1817. 1856 kom en mer komplett samling ut, baserad på de ursprungliga handskrifterna, sammanställd av K. M. Ekbohrn under titeln: "Samlade, till större delen förut otryckta predikningar." Vad gäller Tolstadius förkunnelse bör dessa nedtecknade predikningar bedömas med stor försiktighet.
Förutom predikningarna har man utgett Tolstadius' "Uppbyggelige husförhör" (1761). De "Andeliga sånger" (2:a upplagan 1787; 3:e fullständigare upplagan 1828) som getts ut i Tolstadius namn är bara avtryck av den pietistiska sångboken "Andeliga wijsor, om hwargehanda materier, och wid åtskilliga tillfällen från 1730-talet, som Tolstadius säkerligen inte haft något med att skaffa.

## Legendariska eftermälen
Eftersom Tolstadius varit så stor och viktig förgrundsfigur för pietismen har det skapats mycket material av tveksam sanningshalt. Sådant hittar man i en biografi över Tolstadius: "Der christlich lebende und leidende Tolstadius", utgiven 1761 i Altona av Lars Segerholm som under en tid var Tolstadius' medhjälpare i Stockholm (dels i "Nordische Sammlungen", band 2, dels särskilt avtryckt) och som i något förkortad form utkom på svenska 1770 (nya upplagor 1785, 1824 och 1841). Tolstadius biografi i Svenskt biografiskt lexicon författad av Johan Dillner innehåller ytterligare mytbildning och anekdoter.